# Сельское поселение Подгорное (Борский район)
Сельское поселение Подгорное — муниципальное образование в Борском районе Самарской области.
Административный центр — село Подгорное.

## Административное устройство
В состав сельского поселения Подгорное входят:
- село Подгорное,
- село Ново-Геранькино,
- посёлок Березняки,
- посёлок Соколовка,
- деревня Ласкаревка.